# Bronxville
Bronxville è un villaggio degli Stati Uniti d'America, situato nello stato di New York, nella contea di Westchester, situato a circa 15 miglia (24 km) a nord di Midtown Manhattan. Fa parte del town di Eastchester. Il villaggio comprende un miglio quadrato (2,5 km²) di territorio, che rappresenta circa il 20% del territorio totale di Eastchester. Secondo il censimento degli Stati Uniti del 2020, Bronxville contava una popolazione di 6.656 abitanti.

## Storia
La regione che comprende l'attuale villaggio di Bronxville fu ceduta ai coloni britannici nel 1666, ma fu insediata per la prima volta dagli europei all'inizio del XVIII secolo. I primi abitanti fondatori furono le famiglie Underhill e Morgan. Gli Underhill costruirono una segheria e un mulino per macinare i cereali, che rappresentò la prima fabbrica nella zona, lungo il Bronx River. Dopo aver costruito un ponte di legno, l'area divenne nota come Underhill's Crossing.
Il magnate milionario dell'immobiliare e dell'industria farmaceutica, William Van Duzer Lawrence, ha dato inizio allo sviluppo di Bronxville come sobborgo benestante di New York, costruendo grandiosi edifici in un contesto rustico. L'area divenne "Bronxville" quando il villaggio fu formalmente istituito. La popolazione crebbe nella seconda metà del XIX secolo, quando le ferrovie permisero ai pendolari della contea di Westchester di recarsi a New York City per lavorare. L'influenza di Lawrence si riscontra in tutta la comunità, inclusi il quartiere storico di Lawrence Park, la Houlihan Lawrence Real Estate Corporation e il Lawrence Hospital.
Luogo d'arte
Il villaggio ospitava una colonia artistica agli inizi del XX secolo, quando numerose case notevoli furono costruite da architetti di spicco e informali.
Dopo il completamento della Bronx River Parkway nel 1925, il villaggio si espanse rapidamente con la costruzione di vari edifici di appartamenti e case a schiera, molti dei quali realizzati dalla famiglia Lawrence. Al 1959, la famiglia continuava a possedere o gestire il 97% del mercato degli affitti.
L'Hotel Gramatan su Sunset Hill era un hotel residenziale alla fine del XIX secolo e all'inizio del XX secolo. Gramatan era il nome del capo della tribù indiana Siwanoy locale, la cui base si trovava nell'area di Gramatan Rock, sopra la stazione di Bronxville. Il capo Gramatan vendette il terreno ai coloni. L'hotel fu demolito nel 1972 e, nel 1980, sul sito fu edificato un complesso di case a schiera.
Elizabeth Clift Bacon, vedova del Generale George Armstrong Custer, visse a Bronxville, e la sua casa è ancora in piedi oggi.
La Chiesa Cattolica di St. Joseph, situata nel centro del villaggio, fu frequentata dai Kennedy quando risiedevano lì dal 1929 al 1938, prima di trasferirsi a Londra. Edward Kennedy tornò a St. Joseph nel 1958 per il suo matrimonio con Joan Bennett. Due anni dopo, nelle elezioni presidenziali del 1960, gli elettori del villaggio scelsero in modo schiacciante Richard Nixon rispetto al fratello di Edward, John, con un margine di 5 a 1.
L'US Post Office–Bronxville è stato inserito nel National Register of Historic Places nel 1988. Altri siti presenti nel National Register sono il Bronxville Women's Club, il Lawrence Park Historic District e la Masterton-Dusenberry House.

## Codice Postale
Il codice postale 10708 di Bronxville copre il villaggio di Bronxville vero e proprio, oltre a Chester Heights e ad altre sezioni di Eastchester, parti di Tuckahoe e Lawrence Park West, Cedar Knolls, Armour Villa e altre aree di Yonkers. Queste zone sono collettivamente conosciute come "Bronxville P.O."
Questo porta la popolazione coperta dal codice postale a 22.411 abitanti (censimento del 2000), interessando un'area più di due volte più grande rispetto al comune di Bronxville stesso e includendo numerose istituzioni, tra cui lo Sarah Lawrence College.

## Istruzione
A Bronxville si trovava il Concordia College, un college di arti liberali gestito dalla Lutheran Church–Missouri Synod. Il college fu chiuso il 28 gennaio 2021 a causa di difficoltà finanziarie, aggravate dalla pandemia di COVID-19. Nel 2021, l'acquisto da parte di Iona College (di New Rochelle, NY) fu completato, trasformando il campus nel sito del loro nuovo campus per le Scienze della Salute.
Adiacente al campus del Concordia College sorge la Chapel School, una scuola dalla pre-scuola fino all'ottava classe affiliata alla Lutheran Church–Missouri Synod, che attirò l'attenzione nazionale nel 2019 per aver organizzato un'asta simulata di schiavi.
La scuola pubblica di Bronxville è conosciuta come The Bronxville School, istituita nel 1922 come un'istituzione educativa progressista.

## Nella cultura popolare
- La città è nell'ambientazione del musical di Broadway del 1917 di Jerome Kern Love O' Mike.[12]
- La scuola di Bronxville appare nei film Firstborn (1984), con Teri Garr e Peter Weller, e Nemiche amiche (1998), con Julia Roberts e Susan Sarandon.[13][14]
- Il Siwanoy Country Club, situato a Eastchester, è presente nei film 6 gradi di separazione (1993), con Will Smith, Stockard Channing e Donald Sutherland e Il giocatore - Rounders (1998), con Matt Damon e Edward Norton.[15]
- Il film Baby Mama (2008) è stato girato in parte a Legget Road a Bronxville.[16]
- La scena di apertura del film Un salto nel buio (1990) è stata girata a Bronxville.
- Alcune scene del film Admission - Matricole dentro o fuori (2013) sono state girate a Bronxville
- Nella stagione 8, episodio 4 della serie TV Blue Bloods, DCPI Garrett Moore viene schiaffeggiato nella sua casa di Bronxville[17]